# 勒星頓 (喬治亞州)
列剋星頓（英語：Lexington）是一個位於美國喬治亞州奧格爾索普縣的城市。根據2010年美國人口普查，該地人口為228人，而該地的面積約為1.40平方千米。同時該地也是奧格爾索普縣的縣治。

## 地理
列剋星頓的座標為33°52′13″N 83°06′39″W / 33.87028°N 83.11083°W，而該地的平均海拔高度為214米（即702英尺）。